# Saint-Paulet
Saint-Paulet è un comune francese di 178 abitanti situato nel dipartimento dell'Aude nella regione dell'Occitania.

## Società

### Evoluzione demografica
Abitanti censiti